# Maharajá
Maharajá (del sánscrito māha «grande» y rājā «rey»), frecuentemente escrito en español como marajá, era un título real que significa «gran rey» usado por algunos monarcas de la India. Debido a la abundancia de jefes locales llamados «maharajás» en ocasiones el título se combinaba con otros más exclusivos. El título equivalente para una mujer es maharaní.
En algunos casos, podría entenderse como de mayor rango que el rajá, pero los términos suelen intercambiarse.[cita requerida] Es también equivalente al raná o zamindar.[cita requerida] Estrictamente, marajá significa ‘gran rey’ (rey entre reyes, o emperador), pero se utiliza indistintamente para reyezuelos, intendentes de comunas, sacerdotes brahmanes, mendigos sanniasis —cariñosamente, refiriéndose a su «poder» espiritual—.[cita requerida]

## Terminología

### Etimología
La palabra mahārāja es un típico compuesto sánscrito karmadhāraya de los términos mahānt- "gran" y rājan "rey"), palabras que comparten etimología indoeuropea con las palabras latinas magnum y rex. Por la influencia del sánscrito en el vocabulario de la mayoría de lenguas del subcontinente indio y sureste asiático, el término existe en muchas lenguas indoarias y drávidas. Originalmente este título solo lo usaban quienes reinaban en regiones muy grandes con gobernantes tributarios menores bajo su gobierno; sin embargo, desde la época medieval, es usado por monarcas hindúes de regiones menores que descendían de maharajás antiguos.
Su pronunciación antigua era posiblemente [məɦɑːɾɑː'ʑa] (aproximadamente /majáa raashá/).[cita requerida]
En los idiomas modernos de la India (como el hindi) la palabra perdió su sílaba final, y se pronuncia /majarásh/.[cita requerida]

### Uso del término en español
En español es muy habitual su grafía españolizada, «marajá», forma válida que figura en el diccionario de la RAE de 2014, aunque se indica que la forma «preferida en el uso culto» es «maharajá», Para el femenino se usa «marajaní» así como «maharajaní».
Es de destacar que la pronunciación asentada en español de marajá (sea como marajá o con la hache muda de maharajá), suena muy diferente de como se pronuncia en Asia, donde suena /mɑːhəˈrɑːdʒə/, más similar a «maja-ráya», aunque la vocal final suele elidirse.

## Historia
Hasta 1947, cuando la India se independizó del Imperio británico (que incluía al actual Pakistán), poseía unos 600 Estados principescos, cada uno con su propio regente. Si este era hinduista, se le llamaba «rāja» (/rash/: ‘rey’) o «thākura» —/tjákur/: ‘deidad adorable, persona respetable’; en inglés Tagore (como en el caso de Rabindranāth Tagore). Si el regente era musulmán, se le llamaba «Anand Prem».